# Матрёнино (посёлок станции, Московская область)
Матрёнино — посёлок станции в Волоколамском районе Московской области России.
Относится к сельскому поселению Чисменское, до муниципальной реформы 2006 года относился к Анинскому сельскому округу. Население — 20 чел. (2010).
По материалам Всесоюзной переписи населения 1926 года Матрёнино — железнодорожная будка в составе Иванцевского сельсовета Аннинской волости Волоколамского уезда Московской губернии, проживало 26 жителей (13 мужчин, 13 женщины), насчитывалось 7 хозяйств.

## Расположение
Посёлок станции Матрёнино расположен у одноимённой платформы Матрёнино Рижского направления Московской железной дороги примерно в 8 км к западу от Волоколамска.
В непосредственной близости от посёлка проходят Волоколамское и Новорижское шоссе. Связан автобусным сообщением с районным центром и посёлком городского типа Сычёво. Ближайшие населённые пункты — деревня Анино и посёлок Трёхмарьино.

## Население
| 1926 | 2002 | 2006 | 2010 |
| ---- | ---- | ---- | ---- |
| 26   | ↘21  | ↗22  | ↘20  |